# Premiers Pas dans la mafia
Pour plus de détails, voir Fiche technique et Distribution.
Premiers Pas dans la mafia ou Mes premiers pas dans la mafia (The Freshman) est un film américain réalisé par Andrew Bergman, sorti en 1990.

## Synopsis
À peine arrivé à New York, Clark Kellogg, jeune étudiant en cinéma, est détroussé par un faux chauffeur de taxi qui, rattrapé, promet de trouver à notre étudiant, pour le dédommager, un super boulot à mille dollars la semaine chez... Carmine Sabatini, mafieux sosie du Parrain. Sabatini lui confie une mission insolite au cours de laquelle Kellogg va découvrir de drôles de choses.

## Fiche technique
- Titre : Premiers Pas dans la mafia
- Titre québécois : Mes premiers pas dans la mafia
- Titre original : The Freshman
- Réalisation : Andrew Bergman
- Scénario : Andrew Bergman
- Musique : David Newman
- Photographie : William Fraker
- Montage : Barry Malkin
- Production : Mike Lobell
- Société de production et de distribution : TriStar Pictures
- Pays :  États-Unis
- Langue : Anglais, Allemand, Italien
- Format : Couleur - Dolby - 35 mm - 1.85:1
- Genre : Comédie
- Durée : 98 min
- Dates de sortie : 
  -  États-Unis : 20 juillet 1990
  -  France : 24 octobre 1990

## Distribution
- Matthew Broderick (VF : William Coryn) : Clark Kellogg
- Marlon Brando (VF : William Sabatier) : Carmine Sabatini
- Bruno Kirby (VF : Michel Mella) : Victor Ray
- Penelope Ann Miller (VF : Isabelle Ganz) : Tina Sabatini
- Frank Whaley (VF : Vincent Ropion) : Steve Bushak
- Maximilian Schell (VF : Edmond Bernard) : Larry London
- Jon Polito (VF : Henry Djanik) : Chuck Greenwald
- Richard Gant (VF : Tola Koukoui) : Lloyd Simpson
- Kenneth Welsh (VF : Henri Labussière) : Dwight Armstrong
- Paul Benedict (VF : Bernard Woringer) : Arthur Fleeber
- Pamela Payton-Wright (VF : Julia Dancourt) : Liz Armstrong
- B.D. Wong : Edward
- Bert Parks (VF : Georges Berthomieu) : Lui-même
- Vera Lockwood (VF : Tamila Mesbah) : Tante Angelina

## Commentaires
- Andrew Bergman se sert du film Le Parrain sorti en 1972 pour rendre son propos plus direct quant à la manière de se « faire rouler dans la farine ».
- C'est au cours de visionnage de scènes du Parrain 2, pendant ses cours de cinéma que Kellogg prend conscience de ce dans quoi il s'est embarqué.
- Lors de la première rencontre entre Clark Kellogg et Carmine Sabatini, ce dernier se trompe dans le prénom de son interlocuteur en le nommant Kent. Erreur rectifiée par son neveu qui lui répète qu'il s'appelle Clark. Il s'agit d'un clin d'œil au film Superman dans lequel Brando joue le rôle du père de Kal-El, alias Clark Kent / Superman sur la planète Terre.

## Distinctions

### Nomination
- DFWFCA Awards
  - Meilleur film

### Récompense
- CFCA Awards
  - Meilleure actrice la plus prometteuse pour Penelope Ann Miller